# ジャヴェーノ
ジャヴェーノ（伊: Giaveno）は、イタリア共和国ピエモンテ州トリノ県にある、人口約16,000人の基礎自治体（コムーネ）。

## 地理

### 位置・広がり

#### 隣接コムーネ
隣接するコムーネは以下の通り。
- アヴィリアーナ
- コアッツェ
- クミアーナ
- ペローザ・アルジェンティーナ
- ピナスカ
- トラーナ
- ヴァルジョーイエ

## 行政

### 分離集落
ジャヴェーノには、以下の分離集落（フラツィオーネ）がある。
- Alpe Colombino, Buffa, Chiarmetta, Colpastore, Dalmassi, Maddalena, Mollar dei Franchi, Pontepietra, Provonda, Ruata Sangone, Sala, Selvaggio, Villa

## 姉妹都市
- Brinkmann、アルゼンチン
- シュヴルーズ、フランス
- Novska、クロアチア
- サン＝ジャン＝ド＝モーリエンヌ、フランス